# Thaton
Thaton é uma cidade do estado de Mon, no sul de Mianmar (Birmânia).